# Proseana
Proseana (în ucraineană Просяна) este o așezare de tip urban din raionul Pokrovske, regiunea Dnipropetrovsk, Ucraina. În afara localității principale, nu cuprinde și alte sate.

## Demografie
Componența lingvistică a așezării de tip urban Proseana
     Ucraineană (94,87%)
     Rusă (4,79%)
     Alte limbi (0,09%)
Conform recensământului din 2001, majoritatea populației așezării de tip urban Proseana era vorbitoare de ucraineană (94,87%), existând în minoritate și vorbitori de rusă (4,79%).